# El Debate
El Debate – hiszpański katolicki dziennik wydawany w Madrycie do roku 1910 do 1936. Był to najważniejszy tytuł katolicki w swoich czasach.

## Historia
El Debate zostało założone w 1910 roku przez Guillermo de Rivasa w wyniku sprzeciwu wobec upadkowi zasad religijnych. W wyniku słabego zarządzania w ciągu pierwszych kilku miesięcy zostało sprzedane Ángel Herrera Orii i jego Asociación Católica Nacional de Propagandistas. Herrera Oria zarządzał nim od 1911 do 1933. Siedziba gazety mieściła się w Madrycie.
Podczas Drugiej Republiki rząd kilkukrotnie zakazywał wydawania gazety. Dziennik popierał Hiszpańską Konfederację Autonomicznej Prawicy. Po wybuchu hiszpańskiej wojny domowej budynku, gdzie wydawano gazetę zostały skonfiskowane przez Komunistyczną Partię Hiszpanii i republikańską lewicę. Wykorzystali materiały z tej redakcji do wydania republikańskiej gazety Política. W 1939 rząd generała Franco nie pozwolił na wznowienie dziennika.